# Кокер-Сіті (Канзас)
Кокер-Сіті (англ. Cawker City) — місто (англ. city) в США, в окрузі Мітчелл штату Канзас. Населення — 457 осіб (2020).

## Географія
Кокер-Сіті розташований за координатами 39°30′34″ пн. ш. 98°25′59″ зх. д. / 39.50944° пн. ш. 98.43306° зх. д. (39.509568, -98.433052).  За даними Бюро перепису населення США в 2010 році місто мало площу 2,58 км², уся площа — суходіл.

## Демографія
Згідно з переписом 2010 року, у місті мешкало 469 осіб у 244 домогосподарствах у складі 132 родин. Густота населення становила 182 особи/км².  Було 315 помешкань (122/км²).
Расовий склад населення:
| - 97,0 % — білих - 0,2 % — чорних або афроамериканців - 0,2 % — азіатів |

До двох чи більше рас належало 1,7 %. Частка іспаномовних становила 2,1 % від усіх жителів.
За віковим діапазоном населення розподілялося таким чином: 18,6 % — особи молодші 18 років, 54,7 % — особи у віці 18—64 років, 26,7 % — особи у віці 65 років та старші. Медіана віку мешканця становила 50,1 року. На 100 осіб жіночої статі у місті припадало 105,7 чоловіків;  на 100 жінок у віці від 18 років та старших — 106,5 чоловіків також старших 18 років.
Середній дохід на одне домашнє господарство  становив 54 592 долари США (медіана — 44 464), а середній дохід на одну сім'ю — 61 489 доларів (медіана — 50 357). Медіана доходів становила 46 500 доларів для чоловіків та 42 583 долари для жінок. За межею бідності перебувало 11,8 % осіб, у тому числі 27,5 % дітей у віці до 18 років та 8,3 % осіб у віці 65 років та старших.
Цивільне працевлаштоване населення становило 220 осіб. Основні галузі зайнятості: освіта, охорона здоров'я та соціальна допомога — 20,0 %, виробництво — 19,5 %, сільське господарство, лісництво, риболовля — 12,3 %, будівництво — 11,4 %.